# Wanna Play
Wanna Play – singiel meksykańskiej grupy RBD, znajdujący się na płycie Rebels, nagranej w 2006 roku. Utwór jest jednym z anglojęzycznych piosenek zespołu RBD. Zespół w 2007 roku został zaproszony na wybory Miss Universe 2007, gdzie grupa zaśpiewała 'Wanna Play' razem z 'Carino Mio' i 'Money, Money', podczas prezentacji kandydatek z całego świata.